# Karcsú nőszőfű
A karcsú nőszőfű (Epipactis exilis) a kosborfélék családjába tartozó, Magyarországon védett növényfaj. 

## Megjelenése
A karcsú nőszőfű 17-35 cm magas, lágyszárú, évelő növény. Szára alul kopasz, feljebb ritkásan szőrös vagy majdnem szőrtelen. Alsó levele viszonylag magasan ered. 2-4 sötétzöld, elliptikus alakú lomblevelének hossza 2,5-6,5 cm, szélessége 1-2 cm.      
Július-augusztusban virít. A virágzatot nagyjából egy irányba néző, laza fürtbe rendeződő 3-9 világoszöld, alig kinyíló, bókoló virág alkotja. A külső lepellevelek (szirmok) tojásdadok, zöldesek (néha rózsás árnyalatúak), 9-10 mm hosszúak és 3,8-4,8 mm szélesek. A belső lepellevelek fehéreszöldek, hosszuk 7,5-8,7 mm, szélességük 3,5-3,8 mm. A mézajak belső része (hypochil) csésze alakú, kívül zöld, belül barna. A külső rész, az epichil szív alakú, kb 4 mm-es, közepén rózsaszín, szélein világoszöld.        

## Elterjedése
Európai faj, Görög-, Olasz-, Francia- és Horvátországból, valamint Szlovákiából, Magyarországról, Romániából és Bulgáriából ismert. Magyarországon két helyen, a Zemplénben és a Kőszegi-hegységben találták meg.   

## Életmódja
Árnyas, üde talajú, gyér aljnövényzetű erdőkben, bükkösökben, ligeterdőkben, fenyvesekben lehet találkozni vele. Nedvességigényes, árnyéktűrő növény. A savanyú talajt kedveli, egyik élőhelyén a talaj kémhatása pH 4,5 volt.   
Hajtásai júniusban jelennek meg. Július közepétől augusztusig elejéig virágzik. A virágok önmegporzók, nagy részük megtermékenyül. A magok szeptemberre érnek be.

## Természetvédelmi helyzete
Ritka, alacsony egyedszámú faj, favágás vagy áradás populációinak jelentős részét elpusztíthatja. Magyarországi két állománya kb. 20 egyedet számlál, helyzete kipusztulásközeli. Fokozottan védett, természetvédelmi értéke 100 000 Ft.